# Comtat d'Osijek-Baranja
El Comtat d'Osijek-Baranja (croat: Osječko-baranjska županija) és un comtat de Croàcia, localitzat al nord d'Eslavònia i Baranja. La capital és Osijek; altres ciutats són Đakovo, Našice, Valpovo, Belišće, Beli Manastir.

## Població
| Ètnia        | Població | Percentatge |
| ------------ | -------- | ----------- |
| Croats       | 277.245  | 83,89%      |
| Serbis       | 28.866   | 8,73%       |
| Hongaresos   | 9.784    | 2,96%       |
| Eslovacs     | 2.155    | 0,65%       |
| Gitanos      | 977      | 0,30%       |
| Alemanys     | 964      | 0,29%       |
| Albanesos    | 858      | 0,26%       |
| Eslovens     | 480      | 0,15%       |
| Bosnians     | 410      | 0,12%       |
| Montenegrins | 365      | 0,11%       |
| Jueus        | 300      | 0,09%       |

## Administrative divisions
Osijek-Baranja county is divided into:
- Ciutat d'Osijek (county seat)
- Ciutat de Beli Manastir
- Ciutat de Belišće
- Ciutat de Donji Miholjac
- Ciutat de Đakovo
- Ciutat de Našice
- Ciutat de Valpovo
- Municipi d'Antunovac
- Municipi de Bilje
- Municipi de Bizovac
- Municipi de Čeminac
- Municipi de Čepin
- Municipi de Darda
- Municipi de Donja Motičina
- Municipi de Draž
- Municipi de Drenje
- Municipi de Đurđenovac
- Municipi d'Erdut
- Municipi d'Ernestinovo
- Municipi de Feričanci
- Municipi de Gorjani
- Municipi de Jagodnjak
- Municipi de Kneževi Vinogradi
- Municipi de Koška
- Municipi de Levanjska Varoš
- Municipi de Magadenovac
- Municipi de Marijanci
- Municipi de Petlovac
- Municipi de Petrijevci
- Municipi de Podravska
- Municipi de Podgorač
- Municipi de Moslavina
- Municipi de Popovac
- Municipi de Punitovci
- Municipi de Satnica Đakovačka
- Municipi de Semeljci
- Municipi de Strizivojna
- Municipi de Šodolovci
- Municipi de Trnava
- Municipi de Viljevo
- Municipi de Viškovci
- Municipi de Vladislavci
- Municipi de Vuka

## Govern del comtat
L'actual prefecte és Krešimir Bubalo (HDZ)
L'assemblea del comtat té 51 representants, organitzats així:
- Unió Democràtica Croata (HDZ) 17
- Partit Liberal de Croàcia (LS) 8
- Partit Socialdemòcrata de Croàcia (SDP) 8
- Partit dels Camperols de Croàcia (HSS) 6
- Partit Social Liberal de Croàcia (HSLS) 5
- Partit Croat dels Drets (HSP) 4
- Partit Democràtic Independent Serbi (SDSS) 3

## Curiositats
El parc natural de Kopački Rit es troba al comtat.